# Igreja dos Dominicanos de Wissembourg

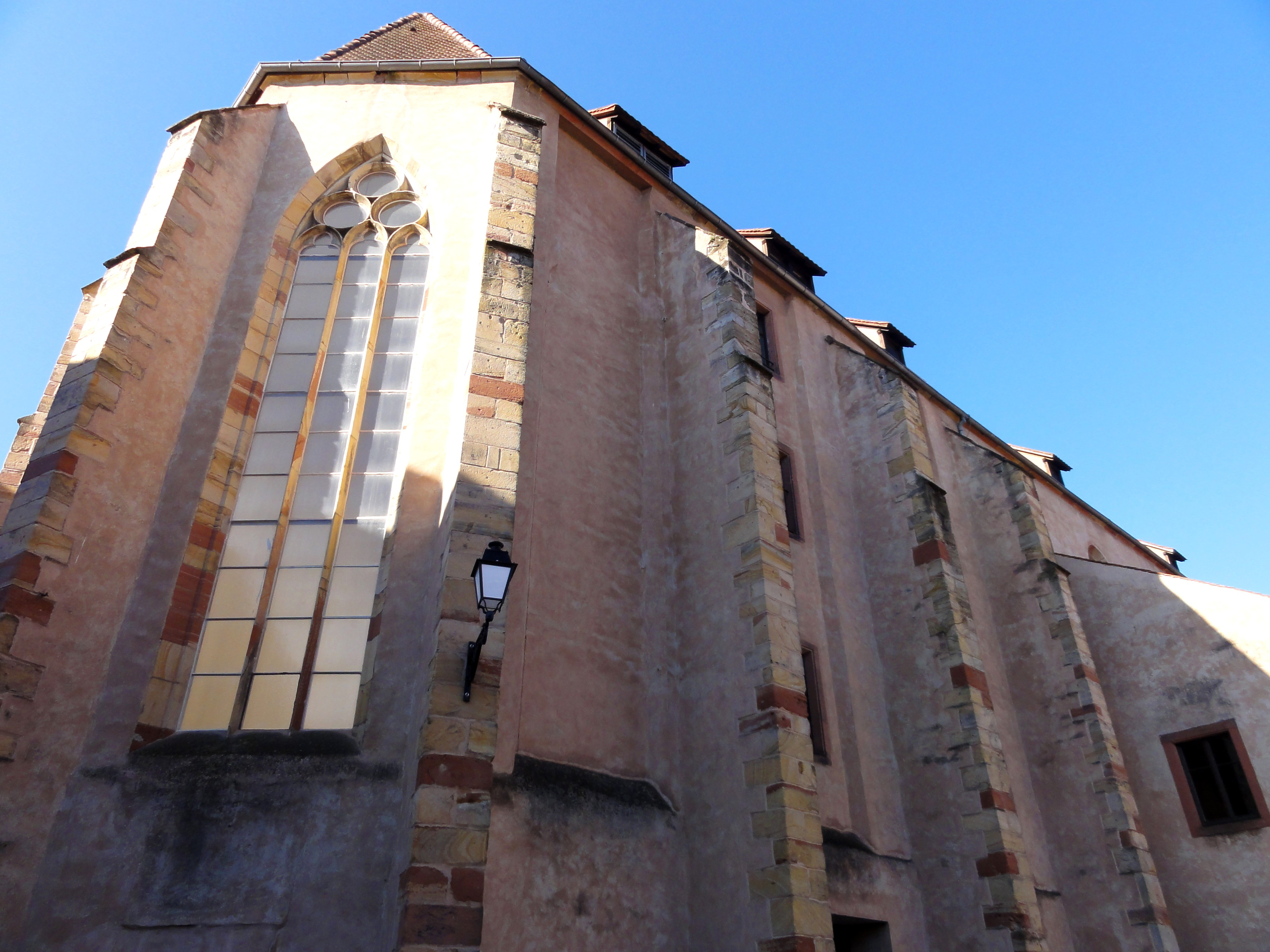
Igreja dos Dominicanos de Wissembourg

Igreja dos Dominicanos de Wissembourg é uma igreja em Wissembourg, Bas-Rhin, Alsace, na França. Construída em 1288, tornou-se um monumento histórico registado em 1982. Foi reconstruída e desde 1981 serve como centro cultural 'La Nef', onde se encontra uma mediateca e uma sala de concertos.